# 洪塔德特拉斯拉洛马
洪塔德特拉斯拉洛马，是西班牙卡斯蒂利亚-莱昂布尔戈斯省的一个市镇。总面积76平方公里，总人口131人（2018年），人口密度1.73人/平方公里。